# Оборона Шрирангама
Оборона Шрирангама (фр. Bataille de Srirangam) — одно из сражений Второй Карнатикской войны. Отступившие на остров Шрирангам войска французской Ост-Индской компании и их союзники были окружены подошедшими отрядами английской Ост-Индской компании и их союзниками и 12 июня 1752 года были вынуждены капитулировать после двухмесячной блокады.

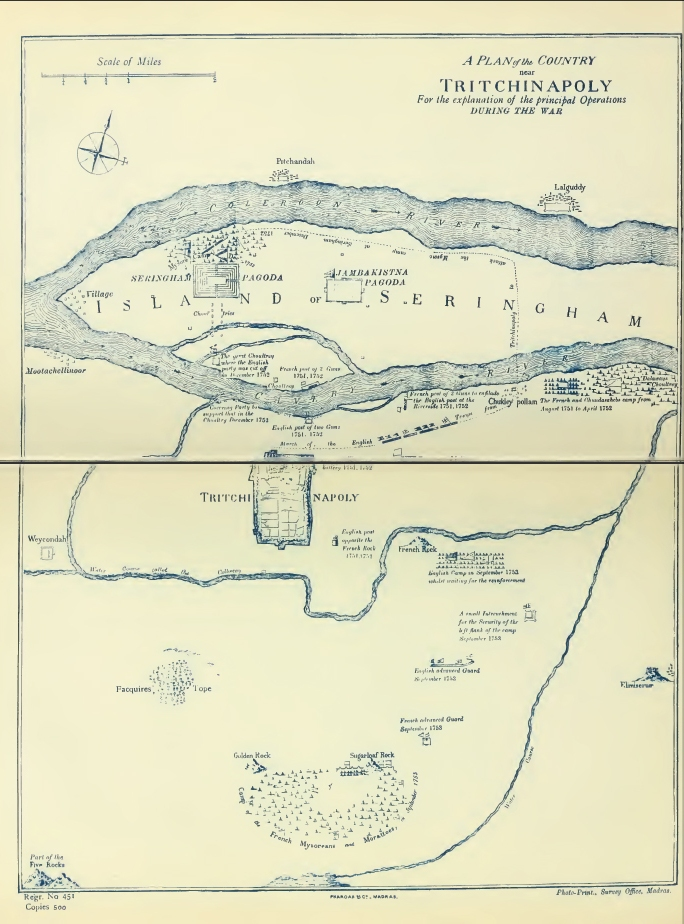
Карта острова Шрирангам. 1780 г.

Затянувшаяся на год осада Тиручирапалли закончилась 9 апреля 1752 года, когда в нескольких километрах от Тиручирапалли подошедший деблокирующий отряд Стрингера Лоуренса (400 европейцев, 1100 сипаев и 8 пушек) разбил французов. 12 апреля Жан-Жак Франсуа Ло, французский командующий, приказал своим войскам уходить на остров Шрирангам, лежащий на реке Кавери немного севернее Тиручирапалли. Сипаи переправились на остров, бросив на старых позициях запасы пороха и пушки. Чанда Сахиб также увел своих воинов на остров. 20 тысяч человек заняли оборону на Шрирангаме.
Вскоре после отступления французов и их союзников британский отряд Роберта Клайва, вышедший из Тиручирапалли, двинулся вперед и 17 апреля захватил Самаяпурам к северу от Шрирангама. Французские войска теперь были полностью окружены. Вместо того чтобы попытаться нанести удар по войскам Клайва, французский командующий решил ждать подкрепления с севера. Действительно, с 10 апреля д’Отейль с небольшим отрядом двигался из Пондишери. Как только он узнал о присутствии Клайва, он немедленно отступил. Клайв начал было преследовать его, но затем также отвел свои войска обратно.
Воспользовавшись выходом Клайва из Самаяпурама, Ло отправил туда отряд из 80 европейцев и 700 сипаев, чтобы захватить Самаяпурам, но был разбит. Это поражение окончательно парализовало силы французов и их союзников. Тиски, в которые попали французские войска на острове Шрирангам, медленно сжимались. С юга отряд Лоуренса медленно наступал на позиции Ло. Ло атаковал британские войска, но был отбит и снова отступил в Шрирангам. Войска танджурского раджи, прибывшие на помощь Мухаммаду Али-хану Валладжаху, также перешли в наступление.
Отряд д’Отейля бессмысленно маневрировал на севере. Напрасно генерал-губернатор Дюплекс умолял своих командиров действовать согласованно; никакой связи между двумя французскими группировками не было. 8 июня Клайв атаковал д’Отейля в Волконде и заставил его сдаться вместе со своей армией.
Лоуренс начал круглосуточную бомбардировку острова Шрирангам. Французские солдаты и сипаи укрылись в древнем храме. Здесь же толпились наемники Чанда Сахиба. Как только обстрел прекращался, десятки сипаев перебегали в английский лагерь.
К острову подошли отряды маратхов во главе с Морари Рао, танджурцы и майсурцы. Мухаммад Али-хан ликовал, предвкушая месть Чанда Сахибу, но тот все еще надеялся на спасение. Он умолял танджурского военачальника Манакоджи отправить его в Карикал, обещая заплатить за это. 11 июня, за день до капитуляции, Чанда Сахиб сдался в плен англичанам. Командующий объединенными войсками Лоуренс созвал военный совет. Маратхи и майсурцы настаивали на выкупе. Мухаммад Али-хан и Манакоджи требовали смерти Чанда Сахиба. Лоуренс хранил молчание, но затем распорядился отдать Чанда Сахиба танджурцам; через несколько часов его убили. По традиции голова его была преподнесена главному сопернику казненного — Мухаммаду Али-хану Валладжаху.
12 июня Ло объявил о своей капитуляции, сдав 758 французских солдат и 2000 сипаев. Все боеприпасы и пушки передавались англичанам, солдаты оставались в плену, офицеры без оружия отправлялись в Пондишери. Французский генерал-губернатор Дюплекс понял, что кампания в Карнатике проиграла окончательно.